# Hundaru
Hundaru (VII w. p.n.e.) – władca krainy Dilmun (identyfikowanej obecnie z Bahrajnem), współczesny asyryjskiemu królowi Aszurbanipalowi (668-627? p.n.e.). Według jednej z inskrypcji z Niniwy Aszurbanipal otrzymywać miał od Hundaru coroczny trybut. Znany jest też list Aszurbanipala do Hundaru, w którym Aszurbanipal przedstawia siebie jako tego, z którego woli Hundaru mógł rządzić Dilmunem:
„Czyż nie wiesz tego, że to ja daję tobie królestwo Dilmunu, w którym będziesz mieszkał, (w którym) będziesz żył pod moją ochroną?”.
Hundaru wspominany jest też w listach Bel-ibni, asyryjskiego gubernatora Kraju Nadmorskiego za rządów Aszurbanipala. Według jednego z listów Bel-ibni posłać miał Idru, wysłannika Hundaru, do pałacu króla asyryjskiego z trybutem z Dilmunu. W innym Bel-ibni podważał lojalność Hundaru, podejrzewając go o sprzyjanie i udzielanie schronienia Nabu-bel-szumati, wrogowi Asyrii.